# Егорова-Ковриго, Ирина Юрьевна
Ири́на Ю́рьевна Его́рова-Коври́го ― советская российская актриса театра и кино, искусствовед, педагог, Заслуженная артистка Российской Федерации (1996), Народная артистка Российской Федерации (2004), артистка «Москонцерта».

## Биография
Родилась 22 июля в Минске, Белорусская ССР, СССР. Отец из терских казаков, мать ― белоруска.
После учёбы в средней школе поступила во Всесоюзную творческую мастерскую эстрадного искусства в Москве, которую окончила в 1970 году. После этого училась в Белорусском государственном театрально-художественном институте.
Получив диплом, играла в Минском драматическом театре имени Максима Горького,  где была занята в спектаклях «Трехгрошовая опера» Бертольда Брехта (Полли) и «Последние» (Надежда). Также играла в Театре-студии Нэлли Эшба, где переиграла все главные роли. Кроме этого актриса была задействована в постановках театра Геннадия Юденича «Скоморох».
В 1984 году Егорова защитила в ГИТИСе диссертацию по теме «История белорусского театра по материалам иконографии XII—XIX веков» на соискание степени кандидата искусствоведения. Данная работа была интересна тем, что совмещала в себе архитектуру, живопись и театр, и выстраивалась по принципу от изображения к явлению. После успешной защиты Ирине Егоровой предложили преподавательскую работу и она несколько лет читала в ГИТИСе курс «Театр народов СССР».
Снялась в таких кинофильмах, как «Белые Росы» (1983),  «Потерянный солдат», «Ад — это...» (1992), «Белые Росы. Возвращение» (2014).
За большой вклад в развитие российского искусства Указом Президента России от 19 июля 2004 года Ирина Юрьевна Егорова-Ковриго была удостоена почётного звания «Народная артистка Российской Федерации».
В последние годы, в качестве артистки «Москонцерта» ведёт масштабные мероприятия: концерты, приемы, праздничные вечера в Кремле, в Зале Церковных соборов Храма Христа Спасителя, Концертном зале имени П. И. Чайковского, мэрии Москвы.

## Награды и звания
- Народная артистка Российской Федерации (19 июля 2004 года) — за большие заслуги в области искусства[3].
- Заслуженная артистка Российской Федерации (2 мая 1996 года) — за заслуги в области искусства[4].
- Почётная грамота Совета Министров Республики Беларусь (16 января 2009 года) — за значительный личный вклад в развитие культурных связей между Республикой Беларусь и Российской Федерацией[5].